# Maggie et les Gangsters
Maggie et les Gangsters est un épisode de la série télévisée d'animation Les Simpson. Il s'agit du neuvième épisode de la trente-troisième saison et du 716e de la série.

## Synopsis
Marge décide de baptiser Maggie et envoie Homer lui trouver un parrain approprié. Après que Fat Tony ait sauvé la vie d'Homer et de Maggie, Homer et Marge acceptent à contrecœur de laisser la mafia être le parrain de leur bébé. Mais plus Fat Tony se lie avec Maggie et l'attire dans son monde, plus ses vrais parents s'inquiètent.

## Réception
Lors de sa première diffusion, l'épisode a attiré 3,90 millions de téléspectateurs.